# Beinn Spionnaidh
Der Beinn Spionnaidh ist ein 773 Meter hoher Berg in Sutherland in den schottischen Northwest Highlands.

## Etymologie
Das Schottisch-Gälische weibliche Substantiv beinn (oft auch anglifiziert ben) bedeutet Berg, Hügel, Anhöhe, Kopf. Das Substantiv spionnaidh kann mit Stärke, Kraft wiedergegeben werden. Der Beinn Sipionnaidh ist somit ein starker, kräftiger Berg.

## Geographie
Der Beinn Spionnaidh ist ein Corbett (der nördlichste Corbett in Schottland und gleichzeitig auch ein Marilyn), der 4,5 Kilometer westlich vom Loch Eriboll liegt. Nach Südwesten folgen die Berge Cranstackie (802 Meter) und Foinaven (911 Meter). Die nordöstliche Verlängerung des Höhenrückens bilden der Meall nan Cra (489 Meter), der Meall an Fheadain (335 Meter) und der Meall Meadhonach (423 Meter). Wie auch bei seinen beiden südwestlichen Nachbarn wird sein 1 Kilometer langer, walrückenartiger Südwest-Nordostgrat von losen, zerbrochenen Quarzitplatten bedeckt.
Die nächstgelegene Ortschaft ist Polla am Südende des Loch Eribolls, sie liegt 4,3 Kilometer südöstlich des Gipfels. Nach Durness und der Nordküste im Nordnordosten sind es 7,7 Kilometer (Luftlinie).

## Zugang

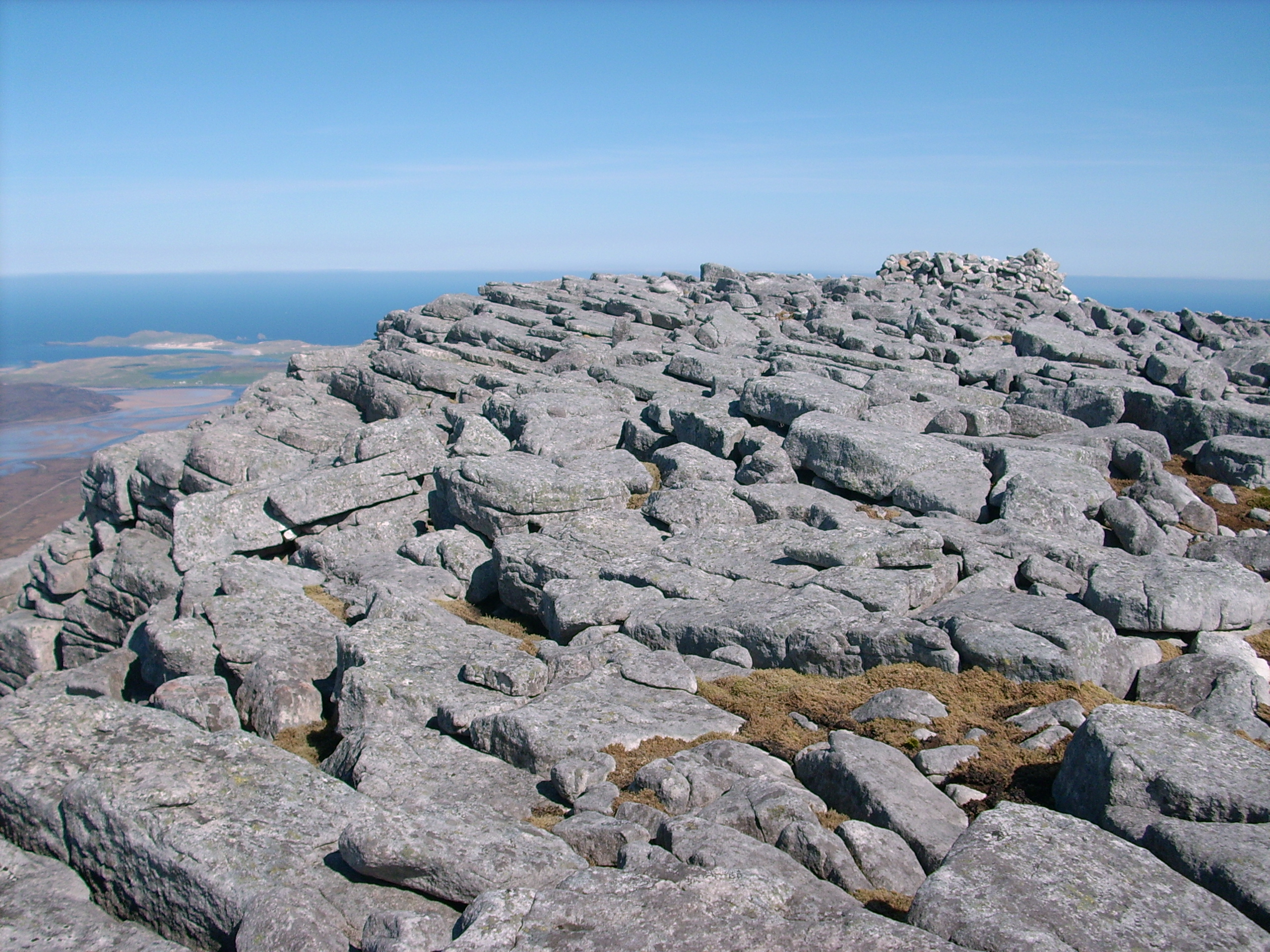
Der Gipfels des Beinn Spionnaidhs mit Nordblick zum Kyle of Durness und Faraid Head

Gewöhnlich erfolgt der Zugang zum Gipfel des Beinn Spionnaidhs über den steilen Nordwestgrat am Cioch Mhor (551 Meter), dem nordwestlichen Vorgipfel. Der Grat bietet gute Ausblicke auf den Kyle of Durness und auf die Nordküste. Ausgangspunkt für diese Variante ist Carbreck an der A 838. Von hier führt ein kleiner Fahrweg in südlicher Richtung. Nach Passieren des Flusses Srath Dionard geht es weiter bis Rhigolter am Westfuß des Cioch Mhors, der weglos erklommen wird. Der Abstieg erfolgt dann meist hinunter zur Scharte des Cranstackies und von dort hinab nach Rhigolter und zurück zum Ausgangspunkt. Auf dieser 14,3 Kilometer langen Rundtour werden 750 Höhenmeter in etwa 6 Stunden reiner Gehzeit überwunden.
Alternativ kann von Rhigolter aus durch das Corry Calbhach Coire die 562 Meter hohe Einsattelung zwischen dem Cranstackie und dem Beinn Spionnaidh erreicht werden. Vom Sattel geht es rechts hoch zum Cranstackie und links hinauf zum Beinn Spionnaidh. Der Abstieg erfolgt dann über den Cioch Mhor zurück nach Rhigolter.
Der Anstieg über die Ostseite des Berges vom Loch Eriboll bzw. von Polla ist zwar weniger steil, jedoch wegen der losen Gesteinsplatten im oberen Abschnitt sehr anstrengend und bei Nässe schlüpfrig.

## Geologie
Der Beinn Spionnaidh wird zum Großteil vom polymetamorphen Grundgebirge – den Gneisen des Lewisians – unterlagert. Sein Gipfelaufbau und sein nach Südosten abtauchender Rücken wird von einer relativ dünnen Haut an quarzitischen Sedimenten (genauer Quarzareniten) der Ardvreck Group abgedeckt, welche mit 8 bis 15° ebenfalls nach Südosten einfallen. Im Einzelnen sind dies das Basal Quarzite Member gefolgt vom Pipe Rock Member (beide Eriboll-Formation). Die Sedimenthülle liegt am Beinn Spionnaidh noch direkt transgressiv über dem Grundgebirge auf. Weiter östlich am Loch Eriboll verkomplizieren sich jedoch die Verhältnisse, da hier bereits die Sole Thrust der Moine Thrust Zone mit ihren Duplexen angetroffen wird.
Die Foliation des unterlagernden Lewisians streicht überwiegend nach Südwesten (N 135) und fällt mit durchschnittlich 35 bis 50° nach Nordost ein. Dass die Sedimentbedeckung nur sehr dünn ist, kann an einem Grundgebirgsfenster mit Lewisian am Bergfuß unmittelbar westlich von Polla beobachtet werden.

### Vergletscherung
Während der letzten Kaltzeit war der Beinn Spionnaidh vergletschert. Er ragte jedoch als Nunatak aus der damaligen Schottischen Eiskappe. Laut Colin K. Balantyne und Kollegen (1998) haben die Eismassen am Gipfel des Beinn Spionnaidhs eine Höhe von 565 Meter erreicht, sie befanden sich somit 208 Meter unterhalb des Gipfels.
Hierbei ist anzumerken, dass im Verlauf des Letzten Glazialen Maximums sämtliche schottischen Berge von Eismassen bedeckt waren, welche eine Höhe von 1400 bis 2500 Meter einnahmen. Der Nunatak des Beinn Spionnaidhs tauchte erst vor 16.000 Jahren aus der Eiskappe auf. Gegen 14.700 Jahren war der Beinn Spionnaidh dann das erste Mal vollkommen eisfrei.

## Photogalerie

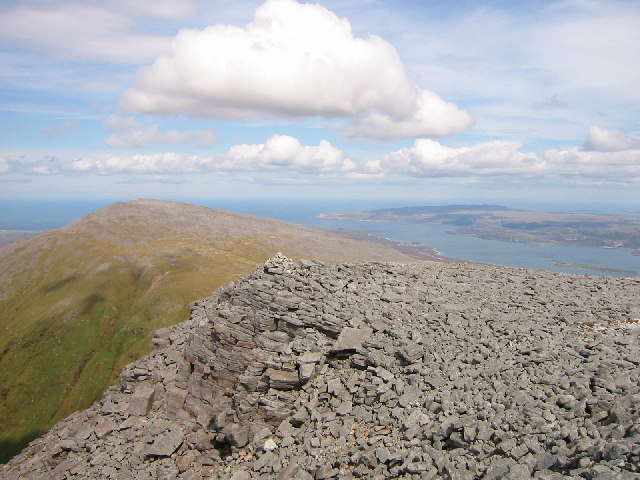
Blick vom Gipfel des Cranstackies in Nordrichtung zum Beinn Spionnaidh und zum Loch Eriboll
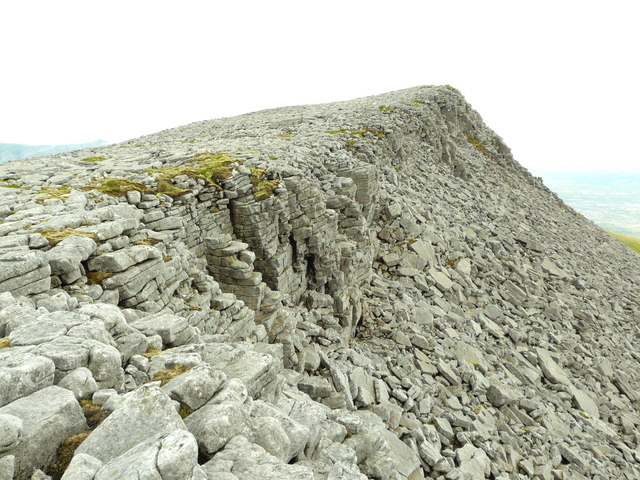
Gipfelgrat am Beinn Spionnaidh. Schön zu sehen die flach nach Südosten einfallenden, plattigen Quarzarenite des Pipe Rock Members
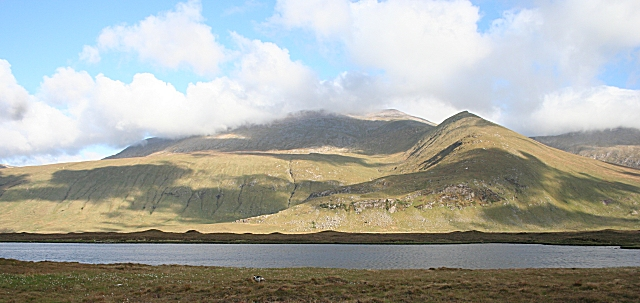
Ostansicht des Beinn Spionnaidhs from Loch Eriboll
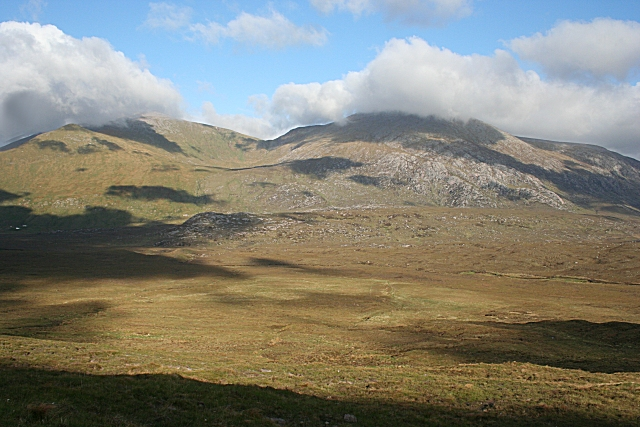
Das Corry Calbach Coire mit Cranstackie rechts und Beinn Spionnaidh links
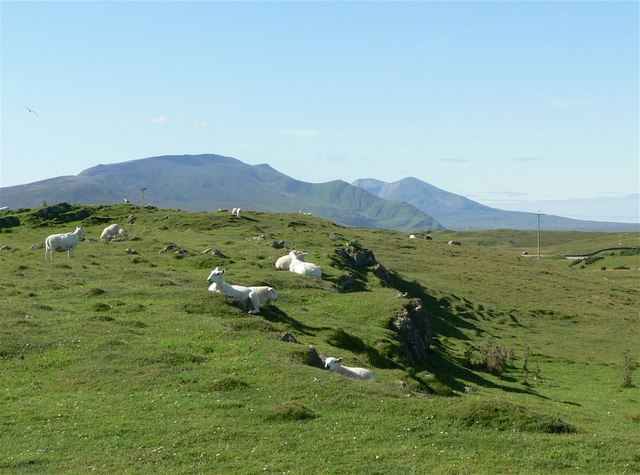
Weiden von Keoldale, im Hintergrund Beinn Spionnaidh, Cranstackie und Foinaven
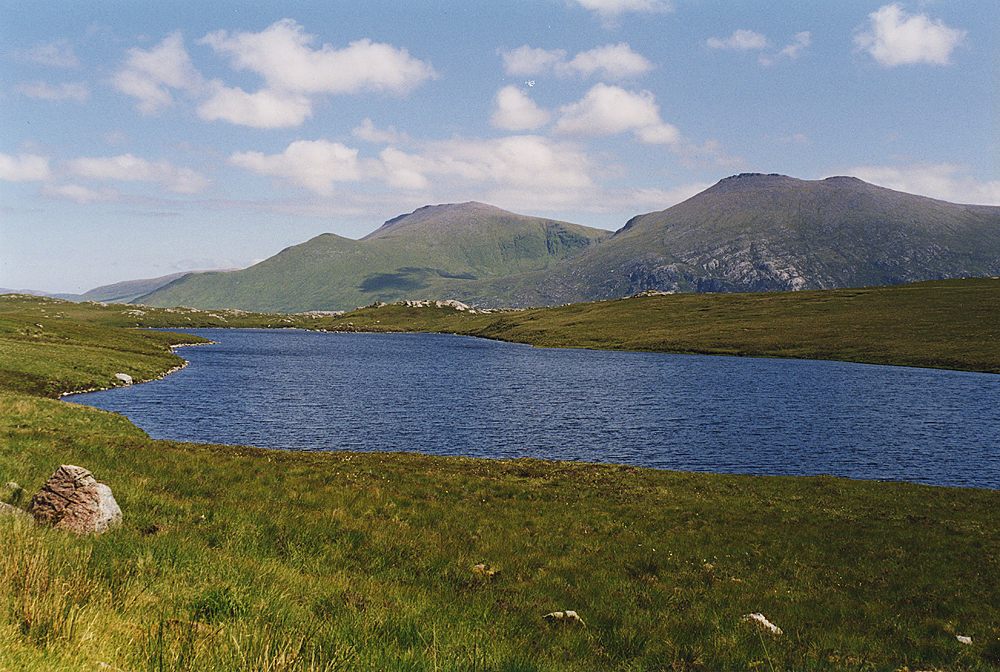
Cranstacke (rechts) und Beinn Spionnaidh (links) vom Loch Tarbhaidh
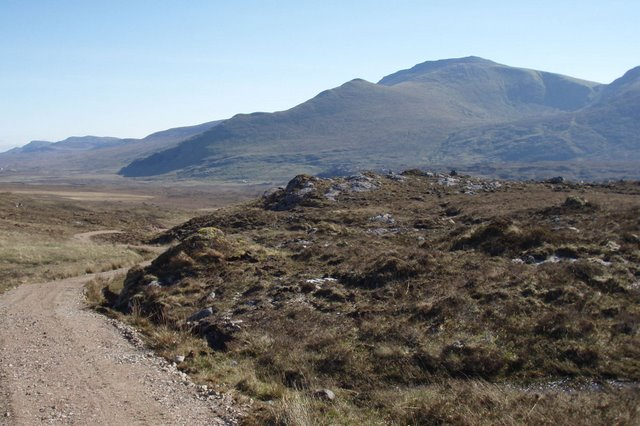
Fahrstrasse zum Srath Dionard, dahinter der Beinn Spionnaidh